# Gelotia frenata
Gelotia frenata är en spindelart som beskrevs av Tord Tamerlan Teodor Thorell 1890. Gelotia frenata ingår i släktet Gelotia och familjen hoppspindlar. Inga underarter finns listade i Catalogue of Life.